# Albert Salomon von Rothschild
Albert Salomon von Rothschild (Vienna, 29 ottobre 1844 – Vienna, 11 febbraio 1911) è stato un banchiere, filantropo e collezionista d'arte austriaco.

## Biografia
Era il figlio più giovane di Anselm von Rothschild, e di sua moglie Charlotte von Rothschild. Conosciuto in famiglia come "Salbert", studiò a Vienna e a Brno.

## Carriera
Alla morte del padre, nel 1874, insieme ai fratelli ereditò la maggior parte del patrimonio immobiliare e la collezione d'arte del padre. Assunse la guida della banca Rothschild di Vienna ed è stato uno dei più importanti rappresentanti della filiale austriaca della famiglia di banchieri.
Rothschild aveva diverse proprietà tra cui il Palais Rothschild a Vienna, progettato dall'architetto francese Hippolyte Destailleur.
Nel dicembre 1887 Albert e sua moglie sono stati presentati a corte, un privilegio per una persona di fede ebraica. Albert ha proseguito il coinvolgimento della famiglia nel campo delle arti e nella filantropi. Era un mecenate degli scacchi, che ha contribuito a finanziare i tornei di Vienna del 1873, 1882, 1898, 1903 e 1908. È stato anche Presidente della Vienna Chess Association (1872-1883) e un giocatore dilettante. Dopo la morte della moglie nel 1892, fece costruire il Bettina Frauenspital e un venne battezzata una varietà di begonia con il suo nome. L'astronomo austriaco Johann Palisa chiamò la grande cintura principale degli asteroidi che scoprì nel 1885 la 250 Bettina in suo onore come benefattore dell'Osservatorio di Vienna.
Quando suo fratello Nathaniel morì nel 1905, Albert ha ereditato il suo Palais Nathaniel Rothschild a Vienna insieme con la sua grande collezione d'arte.

## Matrimonio
Nel 1876 sposò, a Parigi, Bettina Caroline de Rothschild (1858-1892), figlia di Alphonse James de Rothschild. Ebbero sette figli:
- George Anselme Alphonse von Rothschild (1877-1934);
- Alphonse Mayer von Rothschild (1878-1942), sposò Clarice Adelaide Sebag-Montefiore, ebbero tre figli;
- Louis Nathaniel von Rothschild (5 marzo 1882-15 gennaio 1955), sposò Hildegard Johanna von Auersperg, non ebbero figli;
- Eugène Daniel von Rothschild (1884-1976), sposò in prime nozze Cathleen Wolff, non ebbero figli, e in seconde nozze Jeanne Sweet, non ebbero figli;
- Charlotte Esther von Rothschild (1885-1891);
- Valentino Noémi von Rothschild (1886-1969), sposò Sigismund von Springer, non ebbero figli;
- Oscar Ruben von Rothschild (1888-1909).

## Morte
Rothschild morì a Vienna l'11 febbraio 1911 ed è stato sepolto accanto a sua moglie e alla loro figlia Charlotte di sei anni, nella città di Zentralfriedhof. In suo onore l'astronomo Johann Palisa gli dedicò il 719 Albert.